# Schloss Schongau

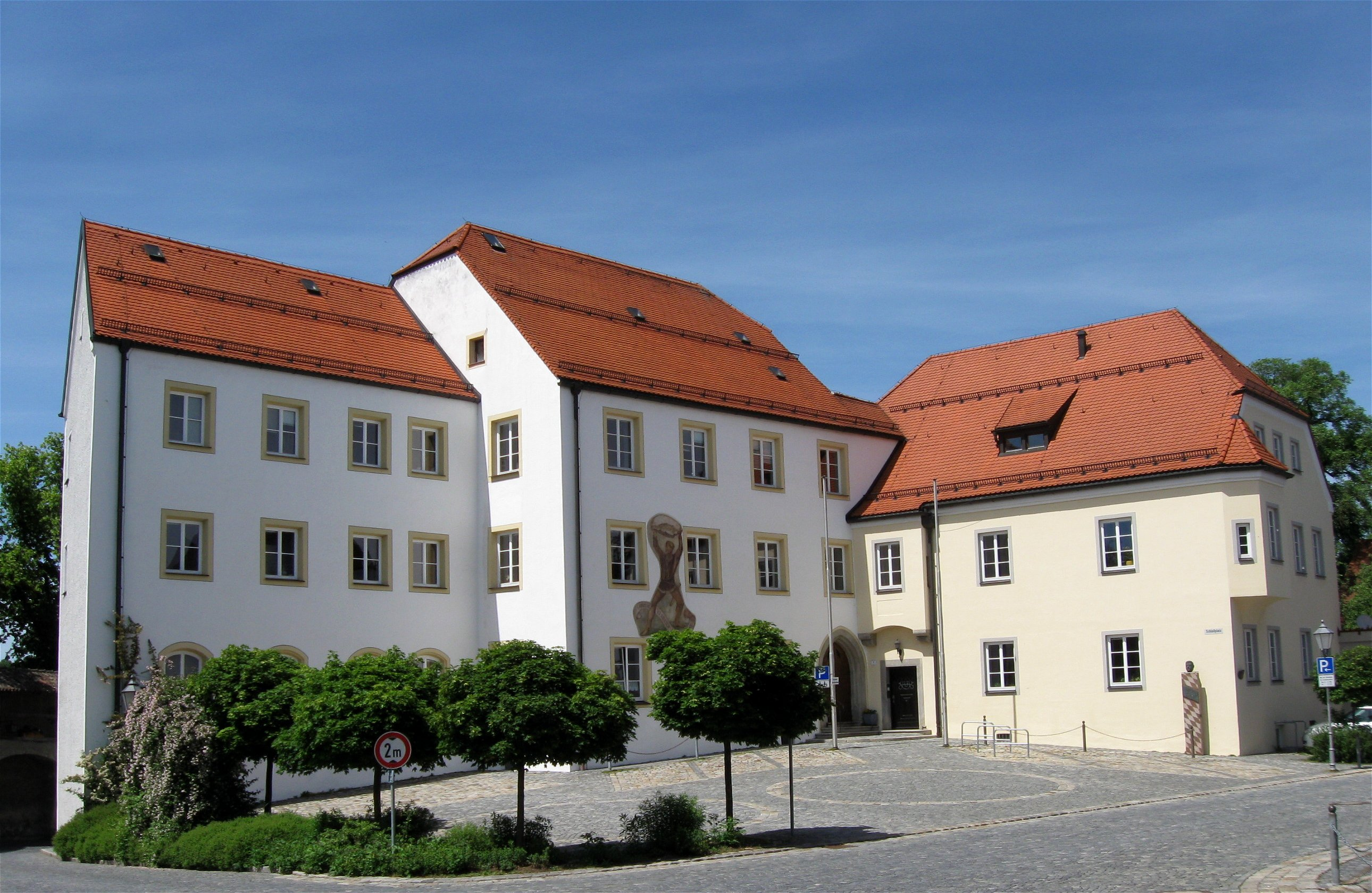
Schloss Schongau

Schloss Schongau ist ein ehemaliges Schloss in Schongau im oberbayerischen Landkreis Weilheim-Schongau. Es wird heute als Amtsgebäude des Landratsamts genutzt. Die Anlage ist unter der Aktennummer D-1-90-148-23 als denkmalgeschütztes Baudenkmal von Schongau verzeichnet. Ebenso wird sie als Bodendenkmal unter der Aktennummer D-1-8131-0188 im Bayernatlas als „untertägige mittelalterliche und frühneuzeitliche Befunde im Bereich des ehem. Herzogsschlosses von Schongau und seiner Vorgängerbauten mit der abgegangenen Schlosskapelle St. Johannes d. T.“ geführt.

## Geschichte
Schloss Schongau entstand im 15. Jahrhundert als wittelsbachische Nebenresidenz unter Herzog Christoph dem Starken. Es wurde später Sitz des Pflegers (Landrichters) von Schongau, später Bezirksamt, dann bis 1972 Landratsamt des Landkreises Schongau. Das Gebäude wird bis heute vom Landratsamt Weilheim-Schongau genutzt.

## Baugeschichte
Das ehemalige Schloss ist eine zwei- und dreigeschossige Dreiflügelanlage mit Krüppelwalmdächern, im Kern entstanden nach einem Stadtbrand im Jahr 1493. Ausgebaut und erneuert wurde es in der 2. Hälfte des 18. Jahrhunderts und im Jahr 1938. Die alte Schlossgartenmauer an der Bauerngasse stammt wohl aus dem 16. Jahrhundert.